# Alteración (náutica)
La alteración de un buque (a) es la diferencia entre los asientos (A) de dos flotaciones (F). Si se denomina asiento de la flotación inicial Ai, y al asiento de la flotación final (Af), la alteración será:
- a = Af - Ai

- Ai = Cppi - Cpri
- Af = Cppf - Cprf

## Casos posibles de alteración
Suponiendo las denominaciones anteriores resulta:
- Af > Ai --> a > 0 (alteración apopante) o positiva
- Af < Ai --> a < 0 (alteración aproante) o negativa
- Af = Ai --> a = 0 (alteración nula)